# أندريه جرابوسكي
أندريه جرابوسكي (بالبولندية: Andrzej Grabowski)‏ (و. 1952 – م) هو ممثل، وممثل صوت، ومغني، من بولندا، ولد في كرزنو.

## وصلات خارجية
- أندريه جرابوسكي على موقع IMDb (الإنجليزية)
- أندريه جرابوسكي على موقع ألو سيني (الفرنسية)
- أندريه جرابوسكي على موقع ميوزك برينز (الإنجليزية)
- أندريه جرابوسكي على موقع أول موفي (الإنجليزية)
- أندريه جرابوسكي على موقع ديسكوغز (الإنجليزية)
- أندريه جرابوسكي على موقع قاعدة بيانات الفيلم (الإنجليزية)
- أندريه جرابوسكي على موقع كينوبويسك (الروسية)